# عثمان بن يوسف القصبي
عثمان بن يوسف القصبي هو رئيس تنفيذي سعودي، يشغل منصب الرئيس التنفيذي لشركة التعاونية للتأمين منذ 6 سبتمبر 2023. عَمِل في مجال الرعاية الصحية والتأمين لأكثر من 21 عامًا، تولى خلالها عدة مناصب قيادية داخل المملكة العربية السعودية، وقد تعين في منصبه خلفًا للرئيس التنفيذي السابق عبد العزيز البوق. وفي عام 2024، ظَهر إعلاميًا في إحدى برامج إذاعة ثمانية، تحدّث خلال ظهوره عن الوضع الراهن للتأمين في المملكة، حيث لاقت الحلقة رواجًا في المجتمع السعودي.

## نشأته وتعليمه
ولد عثمان بن يوسف القصبي في مدينة الرياض في 25 ديسمبر 1983. وحصل على شهادة البكالوريوس في علوم التأهيل والعلاج الطبيعي من جامعة الملك سعود عام 2007، ودرجة الماجستير التنفيذي في القيادة والإدارة العالمية من جامعة اليمامة، ودرجة الماجستير في إدارة الأعمال من جامعة فورتفانغن في ألمانيا، إلى جانب درجة الدكتوراه من جامعة فيريجي، بلجيكا.

## المسيرة المهنية
عُيّن عثمان القصبي مدير مركز هايبوكسي في مستشفى دله في عام 2004 وحتى عام 2010، وعمل قائد فريق في عام 2008في المستشفى، والذي عمل فيه كمشرف تسويق منذ عام 2009 وحتى 2010. وتقلّد منصب مدير خدمات العلاج الطبيعي في مجمع عيادات المشفى الطبي بين 2006 و2014، وأخصائي أول علاج طبيعي في مستشفى الملك فيصل التخصصي ومركز الأبحاث بين 2010 و2013. وشغل منصب الأمين العام ورئيس لجنة تطوير الموارد وعضو مجلس إدارة الجمعية السعودية للعلاج الطبيعي بين 2011 و2014، وشارك خلال مسيرته المهنية في العديد من المؤتمرات السعودية والخليجية والعالمية في مجالات العلاج الطبيعي والتوعية الصحية.
وعَمِل عثمان القصبي في مدينة سلطان بن عبد العزيز للخدمات الإنسانية، وشغل فيها عدة مناصب كالمدير التنفيذي للخدمات السريرية بين عامي 2013 و2014، مدير مشاريع تحسين الأداء في نفس المدينة بين 2013 و2016، والمدير التنفيذي لمركز الجراحة بين 2016 و2020، ومدير تطوير الشركات بين 2018 و2020، وساهم خلال مسيرته في إنشاء العديد من المشاريع في مجال التأهيل في القطاعين الخاص والعام.
وظهر عثمان القصبي كمستشار طبي في برنامج "كورة" على قناة روتانا خليجية بين يناير 2018 وسبتمبر 2021، كما عمل خلال مسيرته كاستشاري تطوير التأهيل في مدينة سلطان بن عبد العزيز للخدمات الإنسانية خلال عام 2020، والرئيس التنفيذي للعمليات في مجلس الضمان الصحي التعاوني بين أبريل 2020 وسبتمبر 2021.
في عام 2021، عُيّن عثمان القصبي رئيسًا تنفيذيًا لقطاع الصحة والحياة في شركة التعاونية للتأمين، ثم تقلَدَ منصب الرئيس التنفيذي لشركة التعاونية للتأمين في 6 سبتمبر 2023.